# Ромео и Жулиета (филм, 1996)
„Ромео и Жулиета“ (на английски: Romeo + Juliet) е американска романтична драма, адаптация на едноименната пиеса от Уилям Шекспир. Режисьор е Баз Лурман, а главните роли се играят от Леонардо ди Каприо и Клеър Дейнс.
Премиерата на филма по кината в Съединените щати е на 1 ноември 1996 г. от Туентиът Сенчъри Фокс.